# 小行星10248
小行星10248（10248 Fichtelgebirge）是一颗绕太阳运转的小行星，为主小行星带小行星。该小行星于1960年10月17日发现。

## 轨道参数
小行星10248的轨道半长轴为2.5771505 UA，离心率为0.184。